# أرفيداس سابونيس
أرفيداس سابونيس (بالليتوانية: Arvydas Sabonis) مواليد 19 ديسمبر 1964 في كاوناس، الجمهورية الليتوانية السوفيتية الاشتراكية، الاتحاد السوفيتي، هو لاعب كرة سلة ليتواني سابق بدأ مسيرته الاحترافية في سنة 1981. يبلغ طوله 7 قدم 3 بوصة (2.2 م). مثّل منتخب بلاده. شارك في مسابقة كرة السلة في الألعاب الأولمبية الصيفية. اعتزل اللعب في 2005.

## فرق لعب لها
- زالغيريس لكرة السلة
- نادي بلد الوليد لكرة السلة
- ريال مدريد بالونكيستو
- بورتلاند ترايل بلايزرز

## الميداليات
| الميدالية | المسابقة                         |
| --------- | -------------------------------- |
| ذهبية     | الألعاب الأولمبية الصيفية 1988   |
| برونزية   | الألعاب الأولمبية الصيفية 1992   |
| برونزية   | الألعاب الأولمبية الصيفية 1996   |
| ذهبية     | بطولة كأس العالم لكرة السلة 1982 |
| فضية      | بطولة كأس العالم لكرة السلة 1986 |
| برونزية   | بطولة أمم أوروبا لكرة السلة 1983 |
| ذهبية     | بطولة أمم أوروبا لكرة السلة 1985 |
| برونزية   | بطولة أمم أوروبا لكرة السلة 1989 |
| فضية      | بطولة أمم أوروبا لكرة السلة 1995 |

## روابط خارجية
- أرفيداس سابونيس على موقع الاتحاد الدولي لكرة السلة (الإنجليزية)
- أرفيداس سابونيس على موقع الدوري الأوروبي لكرة السلة (الإنجليزية)
- أرفيداس سابونيس على موقع إن بي أي (الإنجليزية)
- أرفيداس سابونيس على موقع سبورتس رفرنس (الإنجليزية)
- أرفيداس سابونيس على موقع الدوري الإسباني لكرة السلة (الإسبانية)
- أرفيداس سابونيس على موقع كرة السلة الأوروبية.كوم (الإنجليزية)
- أرفيداس سابونيس على موقع ريلجم (الإنجليزية)
- أرفيداس سابونيس على موقع بروبوليرز (الإنجليزية)
- أرفيداس سابونيس على موقع سبورتس رفرنس (الإنجليزية)
- أرفيداس سابونيس على موقع أوليمبيديا (الإنجليزية)